# 二条政嗣
二条 政嗣（にじょう まさつぐ）は、室町時代から戦国時代初期にかけての公卿。関白・二条持通の長男。正室は水無瀬季兼の猶子（細川教春の娘）・兼子。従一位。如法寿院関白と号する。

## 生涯
康正元年12月8日（1455年）に元服、家の慣例により室町幕府第8代将軍足利義政より偏諱を賜い、政嗣と名乗る。
同年、正五位下に叙任。康正3年（1457年）叙従三位。
寛正7年（1466年）正二位右大臣、さらに応仁2年（1468年）左大臣にすすみ、文明2年（1470年）関白、氏長者となる。文明6年6月19日従一位。
文明12年9月2日、38歳で薨去。

## 系譜
- 父：二条持通
- 母：神祇伯雅兼王の娘
- 妻：水無瀬兼子 - 水無瀬季兼の猶子、細川教春の娘
  - 男子：二条尚基（1471-1497）
- 生母不明
  - 男子：性守（1475-1530） - 大覚寺門跡、准三后
  - 女子：一条冬良室